# Eine Handvoll Gold
Eine Handvoll Gold (Originaltitel: Cup of Gold: A Life of Sir Henry Morgan, Buccaneer, with Occasional Reference to History) ist der Titel eines 1929 erschienenen historischen Romans des amerikanischen Schriftstellers John Steinbeck. Die deutsche Übersetzung von Hans B. Wagenseil wurde 1953 publiziert. Steinbeck erzählt in seinem Erstling, angelehnt an die Historie und in freier Ausgestaltung, die abenteuerliche Geschichte des englischen Freibeuters Henry Morgan aus dem 17. Jahrhundert.

## Inhalt

### Überblick
In fünf Kapiteln erzählt der Autor den Weg des Jugendlichen Henry Morgan aus dem mythen- und sagenreichen Wales zum mächtigsten Freibeuter der Karibik und dann den Abstieg seiner Lebenslinie nach der Ernennung zum Vizegouverneur Jamaikas, was seine Beschränkung auf ein bürgerliches Leben und den Rollenwechsel zum Richter über die Piraten zur Folge hat. Die einzelnen Kapitel schildern die Lebensetappen Morgans: Jugend in Wales (Kp. 1), Überfahrt nach Barbados und Arbeit auf der Flower-Plangage (Kp. 2), erfolgreiche Piraterie in der Karibik (Kp. 3), Einnahme von Panama-Stadt (Kp. 4), Vizegouverneur von Jamaika (Kp. 5).

### Erstes Kapitel
Der junge Henry Morgan wohnt mit seiner Familie auf einer Farm in Wales. Seine Großmutter Gwenliana lebt in einer magischen Welt, sie beschwört Geister und macht Prophezeiungen. Sein Vater ist ein „endloser Nachdenker“, aber nach Meinung der Leute kein guter Bauer: „Manchmal dachte er sich, er verstände zu viele Dinge, um je etwas richtigzumachen.“ Seine Mutter Elisabeth lebt dagegen im kleinen Alltag und nicht in einer Welt abstrakter Vorstellungen. Der 15-jährige Henry ist unzufrieden mit dem einförmigen Landleben und hat eine große Sehnsucht nach Veränderung. In einer schwarzen Nacht kehrt der alte Knecht Dafydd aus Westindien zurück und erzählt den Morgans von seinen Piratenabenteuern in der Karibik. Henry hört ihm begeistert zu und beschließt, sofort das enge Tal verlassen, um sein Traumland über dem Meer zu suchen. Seine Mutter will ihn nicht reisen lassen, doch sein Vater kann ihn verstehen. Er hatte einmal ähnliche Wünsche, sie aber aus Angst nicht zu realisieren versucht, und er weiß, dass sein Sohn, anders als er, den Mut dazu hat und seine eigenen Erfahrungen machen muss. Er bittet ihn jedoch, vor seiner Entscheidung mit dem weisen Merlin in den Bergen, zu sprechen. Dieser warnt ihn davor, seine Heimat der keltischen Sagen und Geister zu verlassen und er weissagt ihm, er werde ein großer Mann werden, aber er werde allein sein und keinen Freund haben, nur Leute um sich, „die in Furcht, Scheu und Schrecken zu [ihm] aufsehen“. Ihm tut der Junge leid und zugleich beneidet er ihn. Auf seinem Rückweg will er sich noch von Elisabeth, der Tochter eines Pächters, verabschieden. Elisabeth ist seine Kinderliebe, aber seit sie sich zur Frau entwickelte, ist sie ihm rätselhaft. Deshalb ist er in der Abschiedssituation zu schüchtern, mit ihr zu sprechen, und läuft weg. Zu Hause teilt er den Eltern seine Entscheidung mit. Gwenliana sagt ihm eine Zukunft als mächtiger Krieger und erfolgreicher Eroberer voraus. Er werde „ein Mädchen mit weißer Seele und hohem Rang“ aus reicher Familie heiraten. Robert gibt seinem Sohn einen Brief an seinen Bruder Edward, den Gouverneur von Jamaika, mit der Bitte, ihn zu unterstützen. Henry reist am nächsten frühen Morgen, als seine Familie noch schläft, nach Cardiff.

### Zweites Kapitel
Im Wirtshaus „Die drei Hunde“ in Cardiff lernt Henry den Matrosen Tim aus Cork kennen, der sich bei ihm zum Frühstück mit Whisky einlädt und ihm verspricht, ihm zu einer Überfahrt auf dem Handelsschiff „Bristol Girl“ zu verhelfen. Er ist ein Werber und arrangiert ein Treffen mit dem Kapitän, der Henry für die Schiffsküche „angeheuert“, um seine Überfahrt nach Barbados abzuarbeiten. Henry bemerkt nicht, dass er betrogen wird. Man verschweigt ihm, dass er einen Kontrakt unterschrieben hat, für die Fahrt als Kontraktsklave auf einer Plantage zu arbeiten. Während der Überfahrt lauscht Henry neugierig den Erzählungen der Seeleute über die Abenteuer und den Reichtum der Bukanier und denkt, dass man mit kluger Taktik sehr erfolgreich sein kann. Erst bei der Ankunft in Barbados erfährt er von dem fünfjährigen Arbeitsvertrag, und er wird an den Plantagenbesitzer James Flower verkauft. Dieser fühlt sich jedoch nicht als Farmer, sondern als Gelehrter. Zur Plantage kam er nur zufällig durch das Vermögen seines Onkels. Er hat Mitleid mit Henry, als dieser ihn anfleht, nicht als Sklave arbeiten zu müssen, und stellt ihn als seinen Gesellschafter ein, um sich mit ihm über Bücher zu unterhalten. Er wird sein Lehrer und Freund. Henry lernt von ihm verschiedene Sprachen und liest sich durch die Bibliothek seines Mentors. Intensiv studiert er in Vorbereitung seiner Piratenkarriere Kriegstaktiken. Außerdem wird er als Sekretär mit der Führung der Farm vertraut, übernimmt immer mehr Aufgaben und schließlich die Leitung des Betriebes. Er wendet viele Ideen an, die er aus der Literatur erfahren hat, z. B. sich in die Sklaven hineinzuversetzen, und ändert das System der Bestrafung durch psychologische Taktik: um die Wirkung zu erhöhen, werden die Hinrichtungen nicht mehr öffentlich durchgeführt. Er führt die Plantage mit Autorität, zeigt keine Emotionen und spielt den Sklaven die Rolle des Unnahbaren vor, dessen Gedanken man nicht kennt. Er ist nicht grausam wie der sadistische Aufseher, den er abgelöst hat, nur erbarmungslos konsequent. Mit dieser Methode steigert er die Effizienz der Plantage und baut Flower gegenüber das Image der unbedingten Ehrlichkeit auf, ohne seine geheimen Motive preiszugeben. So kann er Geld vom Verkauf der Waren für sich abzweigen kann, um sein Leben als Freibeuter vorzubereiten. Er überredet Flower zum Kauf eines Schiffes, er tauft es „Elisabeth“, um Transportkosten der Waren nach Jamaika zu sparen, und lernt die Bedienung des Seglers. Um seine sexuellen Wünsche zu stillen, kauft er auf dem Sklavenmarkt in Port Royal die schöne Sklavin namens Paulette als Dienstmädchen und Geliebte. Sie verliebt sich in ihn und träumt davon, seine Frau anstelle seiner Sklavin zu werden, doch er geht nicht darauf ein, denn seelisch verbunden fühlt er sich nur mit Elisabeth. Nach fünf Jahren ist Henry frei. Flower versucht ihn zu halten und verspricht ihm die Plantage als Erbe, doch der Zwanzigjährige will seinen Traum erfüllen. Er bittet Flower, dafür zu sorgen, dass Paulette weiterhin im Haus arbeiten kann und nicht auf die Felder geschickt wird, verlässt Barbados und reist mit dem unterschlagenen Geld nach Port Royal. Dort besucht er den Vizegouverneur Sir Edward Morgan und erfährt vom Tod seiner Mutter und der Senilität seines Vaters. Henry macht dem Onkel den Vorschlag, ein Schiff auszurüsten. Er wolle spanische Handelsschiffe kapern und den Gewinn mit ihm teilen. Doch dieser warnt den Neffen, er würde mit solchen gefährlichen Abenteuern am Galgen enden. Auf dem Rückweg weicht seine stolze ca. vierzehnjährige Cousine Elisabeth einem Gespräch mit ihm aus. Seine Verwandten „hatten es fertiggebracht, daß er sich allein und hilflos und sehr jung vorkam.“ Durch diesen Misserfolg lässt sich Henry von seinem Weg nicht abbringen. Er sucht im Hafen Kontakt mit Freibeutern. Man zeigt ihm den schnellen Segler „Ganymed“ des Kapitäns Grippo. Dieser nimmt sein Angebot an, ihm für 500 Pfund das Schiff für Kaperfahrten zu überlassen und ihn am Gewinn zu beteiligen.

### Drittes Kapitel
Morgan segelt mit Grippo an der Küste Panamas entlang und sichtet in der Nähe Cartagenas ein spanisches Handelsschiff. Er versucht eine Überraschungsaktion, versteckt dazu seine Männer unter Deck und lässt die „Ganymed“ langsam wie führerlos auf das Schiff zutreiben. Die Spanier vermuten einen Zauber oder eine Krankheit der Mannschaft und achten nicht auf den Sicherheitsabstand. So können die Freibeuter mit ihren Kanonen das Ruder zerschießen und das manövrierunfähige Schiff besetzen und ausrauben. Bei jedem Überfall wendet Morgan eine andere Methode an. Als er im Hafen von Tortuga ankommt, hat er vier Schiffe erobert und keine Männer verloren. Der mächtige Piratenführer Edward Mansveldt wird auf ihn aufmerksam und ernennt ihn zu seinem Vizeadmiral. Sie errichten auf den Katharineninseln eine Republik der Freibeuter. Die Eroberung von Puerto Bello macht Mogan berühmt, und in den folgenden zehn Jahren schließen sich ihm immer mehr Freiwillige an und vergrößern seine Flotte. Henry verhält sich ihnen gegenüber distanziert, wie er es als Aufseher der Sklaven praktiziert hat, und bleibt persönlich einsam, weil er misstrauisch ist und befürchtet, dass ihre Bewunderung nicht ehrlich ist. So erfüllt sich Merlins Prophezeiung.
Als Henry das Gerücht von der schönsten Frau der Welt, der „Roten Heiligen“, La Santa Roja hört, die in Panama-Stadt von den Männern wie die Sonne angebetet wird, träumt er davon, die reiche Hauptstadt, den „goldenen Becher“, und seine sagenhafte Bewohnerin zu erobern. In dieser Zeit sucht er einen Freund und findet ihn in dem jungen schönen Franzosen Coeur de Gris. Ihm erzählt er seinen Traum von der Heiligen und erfährt, dass es dem Freund genauso geht. Coer de Gris zweifelt jedoch daran, dass eine solche Frau wirklich existiert und vergleicht das Gerücht mit der Sage von der schönen Helena in Troja. Über seine vergnüglichen Liebesaffären und ihr Ende spricht er unbeschwert, während Morgan seine Beziehung zu Elisabeth tragisch überhöht wiedergibt: Ihr Vater, ein Graf, habe sie gewaltsam getrennt und ihn nach Barbados verkauft. Morgan setzt seine Eroberungserfolge fort: Insel de la Vaca, Maracaibo und er steigert sich immer mehr in seinen Traum hinein, er will Panama und Santa Roja für sich gewinnen, „aus dem goldenen Becher trinken“. Coer de Gris warnt ihn davor, die Stadt sei stark befestigt und es werde nach der Erstürmung einen Kampf Freund gegen Freund um die schönste Frau geben. Wichtiger sei es, den Piraten ihre Sehnsucht und damit ihre Kampfkraft zu erhalten und diese für ihre Aktionen zu nutzen.
Die letzten beiden Abschnitte des Kapitels handeln vom Tod der Brüder Morgan: einmal vom Tod von Sir Edwards und seiner Hoffnung, dass der berühmte Räuber Henry sich um das Waisenkind Elisabeth kümmern wird, und zweitens von Roberts letztem Gespräch mit Merlin über die kindlichen Träume, welche die Menschen Verrücktheit nennen, und die Auflösung der Erinnerung im „Echo der Harfen“.

### Viertes Kapitel
Kapitän Morgan schickt Boten in alle Richtungen, um Kapitäne und Matrosen für einen neuen Feldzug gegen die Spanier zu gewinnen. So sammeln sich schnell 37 Schiffe und 2000 Mann. Vertraglich werden seine alleinige Befehlsgewalt und die Verteilung der Beute geregelt. Dann erst teilt er das schwer zu erobernde reiche Ziel mit. Die Kapitäne reagieren mit einer Mischung aus Angst und Geldgier und denken auch daran, wem Santa Roja zufallen wird. Viele machen sich insgeheim Hoffnung und der Burgunder erzählt die Geschichte vom Gewinn der Circe Delphine durch den Liebeszauber einer großen rosa Perle. Gerüchte über den bevorstehenden Angriff dringen bis zu Don Juan Perez de Guzman, den Gouverneur von Panama, und er trifft Vorkehrungen: Truppen legen Hinterhalte an, wilde Bullen sollen auf die Angreifer getrieben werden, die Bewohner verstecken ihre Wertsachen.
Morgans Truppe muss nach der Landung in Chagres zuerst die Landenge, zuerst vier Tage auf dem Rio Chagres, dann neun Tage durch den Dschungel. Da die Einwohner geflohen sind und ihre Hütten niedergebrannt haben, leiden die Bukaniere bald Hungersnot und Dehydration, aber Morgan treibt seine Leute an und gewährt ihnen keine Ruhepause. Coeur de Gris macht ihm Vorwürfe, er mache das nur, um eine schöne Frau zu gewinnen. Doch der Kommandant widerspricht ihm: „Du kannst meine Sehnsucht nicht verstehen. Es ist, als strebe ich nach himmlischem Frieden. Diese Frau ist der Hafen für meine Unruhe. […] Ich habe mir entsetzliche Mühe um lächerliche Dinge aus Gold gegeben. Ich habe das Geheimnis nicht gekannt, das die Erde zu einem großen Chamäleon macht … Meine Beutezüge erscheinen mir als dumme Streiche eines fremden Menschen, der keine Ahnung davon hatte, wie man’s erreicht, daß die Welt in immer neuen Farben sprüht.“ Coer de Gris gibt zu, dass er sich nach Santa Roja genauso sehnt. Am neunten Tag treffen sie vor der Hauptstadt auf spanische Fußtruppen und Kavallerie, deren Strategie chaotisch endet. Die Reiter geraten in einen Sumpf, die wilden Stiere werden durch gezielte Schüsse von den Piraten zurückgetrieben und trampeln die spanischen Soldaten nieder. So können die Freibeuter in die Stadt eindringen. Don Juan zieht sich in die Burg zurück und ergibt sich. Die Eroberer plündern die Häuser. Wenn sie kein Gold finden, foltern sie die Bewohner, bis sie ihre Verstecke verraten.
Im Audienzzimmer wird das gesammelte Gold aufgehäuft, doch Morgan befiehlt immer wieder seinen Männern, La Santa Roja zu suchen. Er befürchtet, dass Coeur de Gris sie zuerst erobert hat. Doch sie kommt in den Palast und stellt sich mit dem Namen Ysobel vor. Sie entspricht in keiner Weise seiner Vorstellung von einem jungen Mädchen, denn sie ist eine verheiratete Frau, aber er fühlt sich von ihr in ähnlicher Weise an- und abgestoßen wie von Elisabeth. Als er ihr von seinen Bemühungen erzählt, sie zu gewinnen, und ihr seine idealistische Liebe bekennt, die im Gegensatz zum „blinde[n], ziellos kriechende[n] Wurm“ der Welt zu „den Sternen dieses neuen Universums“ strebt, lacht sie ihn spöttisch aus. Sie hat von dem „Schrecken der Meere“ keine sentimentalen Sprüche eines „Schwätzer[s]“ erwartet, sondern die „wortlose[-] sinnlose[-] Brutalität“ eines „Realisten auf dieser schwankenden Erde“. Viel mehr habe sie ein reizender junger Bukanier am Tag zuvor beeindruckt. Henry fühlt sich gedemütigt und abgewiesen und lässt sie ins Gefängnis werfen. Er fürchtet um seinen Ruf bei der Mannschaft und erschießt auf seinem Weg durch die brennende Stadt den armen Epileptiker Cockney Jones, den er beim Unterschlagen von Beute erwischt hat, und dann aus Eifersucht den betrunkenen Coeur des Gris. Als Henry Santa Roja droht, sie als Sklavin mitzunehmen, bittet sie ihn, sie zu erstechen, damit sie in den Himmel kommt. Später bietet ihm ein Bote von Ysobels Ehemann Lösegeld für die sichere Rückkehr von Doña Ysobel Espinoza, Valdes y los Gabilanes an. Für 20.000 Golddukaten gibt er sie frei. Später erfährt er, dass dies eine kleine Summe für die Erbin von zehn Silberminen ist. Im letzten Gespräch erzählt ihm Ysobel von ihrem Schicksal. Sie ist nicht der reine Engel seiner Vision: Ihre reiche Familie schickte sie in eine Klosterschule nach Spanien, von dort floh sie, geriet an einen Räuber, mit dem sie ein freies abenteuerliches Leben führte. Nach dessen Hinrichtung ging sie ins Kloster zurück, wo ihr der Teufel ausgetrieben wurde und sie Buße tun musste. Sie kehrte nach Panama zurück und heiratete einen reichen Mann aus ihrer Gesellschaftsschicht, der sie mit seinen vornehmen Umgangsformen langweilt. Durch die Eroberung Panamas hatte sie die Hoffnung auf ein spannendes Leben an der Seite eines starken Piraten. Auch für Henry bedeutet diese Begegnung einen Wendepunkt. Bisher glaubte er, dass seine Abenteuer Sinn und Größe hätten. Plötzlich ist er dessen nicht mehr sicher und wünscht sich zurück in das mythenreiche Wales.
Morgan und seine Bukaniere marschieren mit den in der goldnen Stadt geplünderten Reichtümern durch den Dschungel zurück nach Chagres. Die Schätze werden auf eine große Galeone gebracht und sollen am nächsten Tag verteilt werden. Am Vorabend feiern die Freibeuter am Strand mit viel Rum ihren Sieg. Mitten in der Nacht verlässt Morgan seine betrunkene Truppe und segelt davon. Er will jetzt „Sicherheit und Bequemlichkeit“. Gewissensbisse, seine Männer zu betrügen, hat er nicht: „Sie stehlen und so soll auch ihre Beute gestohlen werden. […] und übrigens verdienen es meine Leute, diese Narren, nicht anders. Sie würden das Geld nur in die Bordelle tragen, wenn wir heimkämen.“ Die Piraten bleiben mittellos am Ufer zurück. Sie zerstreuen sich nach anfänglicher Wut und Rachsucht. Einige verhungern, andere werden von Indianern, Spaniern oder Engländern gefangen oder getötet.

### Fünftes Kapitel
Morgan segelt mit seiner Beute zurück nach Port Royal, wo er als Eroberer Panamas gefeiert wird. Gouverneur Modyford teilt ihm mit, dass sie beide nach England befohlen wurden, um sich vor König Karl II. zu verantworten, denn England habe mit Spanien Frieden geschlossen und die Freibeuterei könne nicht mehr geduldet werden. Aber die Sache ließe sich mit einem Goldgeschenk für den Herrscher leicht lösen. Außerdem solle er sich um seine Cousine kümmern, die seit dem Tod ihres Vaters in seinem Haus lebe. Henry trifft Elizabeth, die inzwischen eine selbstbewusste und reizende Dame geworden ist. Sie zeigt Bewunderung für seine schrecklichen, großen Taten. Er bekennt, dass seine Kaperfahrten ein Irrtum waren und ihn nicht glücklich gemacht haben. Jetzt suche er ein zufriedenes Leben. Ihr geht es genauso. Sie beklagt ihre Einsamkeit und Schutzlosigkeit. Er verspricht, für sie zu sorgen, sie fragt ihn, ob das als Heiratsantrag zu verstehen ist, er denkt, warum eigentlich nicht, und bejaht. Die Voraussage des Gouverneurs trifft ein: Karl II. empfängt ihn, lässt sich von ihm Abenteuergeschichten erzählen, erteilt ihm Generalpardon, schlägt ihn zum Ritter und ernennt ihn zum Vizegouverneur von Jamaika. Henry muss nun als Richter seine früheren Kumpane wegen Piraterie zum Tode verurteilen, z. B. die beiden Kapitäne Antoine und Emil, die mit ihm Panama ausbeuteten. Er erklärt ihnen seinen Rollenwechsel. Es sei nicht seine Schuld, dass das bürgerliche Leben den Charakter aufsplittere und dass der, welcher sich nicht zersplittern lassen wolle, untergehe. Er habe die Pflicht, den Schein zu wahren. Er verurteile die beiden nicht, weil sie Seeräuber seien, sondern weil man von ihm erwarte, dass er Seeräuber hängen lasse. Sie verstehen ihn und geben ihm als Geschenk für seine Frau eine rosige Perle, die Emil nicht mehr für seine Amouren verwenden kann.
Der letzte Abschnitt des Kapitels erzählt den Tod Morgans. Erst auf seinem Sterbebett erkennt Henry, dass seine Frau ihn wirklich liebt. Als Elizabeth ihn bittet, seine Sünden zu bekennen, um das ewige Leben zu erlangen, möchte er eigentlich sagen, er habe keine Lust, im Himmel weiterzuleben, er wolle seine Ruhe haben, aber er kann nicht mehr reagieren. In seinem Bewusstsein erscheinen ihm, von einem vibrierenden Orgelton begleitet, sonderbare Wesen. Es sind seine Taten, die ihn fragen „Warum tatest du mich?“ und er antwortet „Ich weiß nicht, ich kenne dich nicht mehr.“ Seine wahre Liebe, die kleine Elizabeth, erscheint und er erzählt ihr, wie er damals von ihr Abschied nehmen wollte. Aber dann lösen sich seine und ihre Erinnerungen auf und die Glut der Asche erlischt und er hört nicht mehr den weichen Orgelton.

## Vergleich Historie – Roman
Zuverlässige Berichte über Henry Morgan gibt es erst vom Beginn seiner Aktivitäten als Freibeuter in der Karibik 1665 bis zu seinem Tod 1688. Steinbeck nutzt diese Informationen für die Kp. 3–5 mit dem Schwerpunkt der Eroberung Panamas. Dann folgen die Englandreise gemeinsam mit Gouverneur Thomas Modyford zu König Karl II., die Heirat seiner Cousine und die Arbeit als Vizegouverneur Jamaikas. Diese biographischen Daten werden vom Autor durch die einleitenden Abschnitte der Kapitel 2–4 in den Kontext der spanischen und englischen Kolonisation und der Piraterie in der Karibik eingeordnet.
Im Gegensatz zu den dokumentierten historischen Fakten gibt es nur Vermutungen darüber, wie Morgan in die Karibik gekommen ist, u. a. soll er drei Jahre lang bei einem Bestecke-Schmied die Kosten seiner Auswanderung abgearbeitet haben oder, wie Richard Browne, der 1670 unter Morgan als Chirurg tätig war, berichtet, in Bristol entführt und nach Barbados transportiert worden sein, wo er als Diener verkauft wurde. Gegen solche Darstellungen erhob Morgan gerichtlich erfolgreich Einspruch, und zwar gegen den niederländischen Arzt Alexandre Olivier Exquemelin. Steinbeck greift jedoch diese Vermutungen auf und erfindet eine Vorgeschichte über die Familie Henrys und im 2. Kp. über den durch einen Kapitän erzwungenen Arbeitsvertrag mit einem Plantagenbesitzer. In Morgans Karriere als Bukanier baut der Autor eine weitere Spekulation ein: der Freibeuter sei Stellvertreter und Nachfolger von Captain Edward Mansveldt gewesen.
Diese Fakten und Gerüchte dienen dem Autor als Handlungsgerüst. Im Zentrum des Romans steht allerdings das fiktive Persönlichkeitsbild des vom Leben als Abenteurer träumenden Jungen (Kp. 1), der trotz zunehmender Macht und der Anhäufung von Goldschätzen ein einsamer Mensch bleibt und schließlich als königlicher Beamter die Identität des eigengesetzlichen Kämpfers verliert. Dazu erfindet der Autor neben dem träumerischen Vater und der idealisierten Kinderliebe Elisabeth eine mythische keltische Welt mit dem weisen Merlin, der dem jungen Mann die Zukunft weissagt. Wendepunkt und Desillusionierung ist die Begegnung mit Santa Roja, der Verkörperung seiner Sehnsüchte und Motivation für die Eroberung Panamas (Kp. 4).

## Form
Steinbecks Darstellung des isolierten und enttäuschten Henry Morgan kehrt die traditionelle Geschichte des sorglosen Swashbucklers um und fokussiert Aspekte wie unterdrückte und unerfüllte Träume und Wünsche, Geldgier und Machthunger, Erfolg und Einsamkeit sowie Spannung zwischen einem konventionellen und außergesetzlichen Leben. Diese Themen tauchen später in vielen seiner bekannteren Werke wieder auf. Wie die meisten seiner in einfacher Sprache und im realistischen Stil geschriebenen Erzählungen und Romane ist die Handlung von „Cup of gold“ chronologisch aufgebaut und wird im Wesentlichen in personaler Form aus der Perspektive Morgans, ergänzt durch auktoriale Überblicke über die Geschichte oder die Weltbilder der Personen, vorgetragen. Nur in wenigen Szenen kann der Leser auch die Gespräche anderer Figuren über den abwesenden Protagonisten verfolgen, z. B. seiner Cousine Elisabeth, seines Vaters mit Merlin oder des Königs.

## Rezeption
Steinbecks Bekanntheit begann erst mit seinem vierten Erzählband „Tortilla Flat“. Sein erster Roman „Cup of Gold“ (1929, dt. „Eine Handvoll Gold“, übersetzt von Hans B. Wagenseil, 1953) sowie die nachfolgenden Erzählungen „The Pastures of Heaven“ (1932, dt. „Das Tal des Himmels“, übersetzt von Hans-Ulrich Staub, 1954) und der Familienroman „To A God Unknown“ (1933, dt. „Der fremde Gott“, übersetzt von Hans B. Wagenseil, 1954) waren nach ihrem Erscheinen finanzielle Misserfolge und wurden von der Kritik kaum wahrgenommen. Die traditionelle Strukturierung und Erzählweise wurde von der Literaturkritik nicht immer geschätzt, vor allem amerikanische Starkritiker sahen in Steinbeck nicht viel mehr als einen Volksschriftsteller, der den Nobelpreis nicht verdient hat. Aber für die Leser ist er „ein äußerst vertrauenswürdiger Schriftsteller“ (Alfred Andersch). In Deutschland wurden die frühen Romane und Erzählungen erst nach dem Zweiten Weltkrieg publiziert, als der Autor bereits durch seine Hauptwerke und deren Verfilmungen berühmt und zu einem der meistgelesenen Schriftsteller des 20. Jahrhunderts. geworden war.